# 威廉·乔伊斯
威廉·布鲁克·乔伊斯（英語：William Brooke Joyce，1906年4月24日—1946年1月3日），绰号“哈哈勋爵”（英語：Lord Haw-Haw，或译作“呵呵勋爵”），美国出生的英国法西斯主义政治人物，第二次世界大战期间纳粹德国对英国广播的播音员。1946年因叛国罪在伦敦被处以绞刑，他也是英国史上最后一位依據該罪被处死的犯人。

## 生平

### 早年经历
1906年，乔伊斯出生在纽约布鲁克林区，父母均为爱尔兰裔美国人。乔伊斯在少年时代随父母返回祖国爱尔兰居住，后来在伦敦度过大学生涯，但從军和投身政坛的尝试皆以失败告终。1924年，还是保守党员的乔伊斯在一场斗殴中遭人用剃刀割伤右脸颊，留下了一道醒目的疤痕，对此乔伊斯宣称割伤他的是一名犹太裔共产主义者。

### 成为法西斯主义者

英国法西斯同盟的旗帜。

在屡经挫折后，乔伊斯成为了一名法西斯主义者。早在1923年，乔伊斯就加入了英国法西斯党，之后又于1932年加入了“英国法西斯联盟”（BUF），獲任为宣传主管兼副主席。后因与BUF主席奥斯瓦尔德·莫斯利爵士意见不合而另行组建了极右翼组织“国家社会主义联盟”，狂热鼓吹法西斯主义。1939年，在英德两国正式开战前，他携妻子逃到纳粹德国。

### 战时宣传

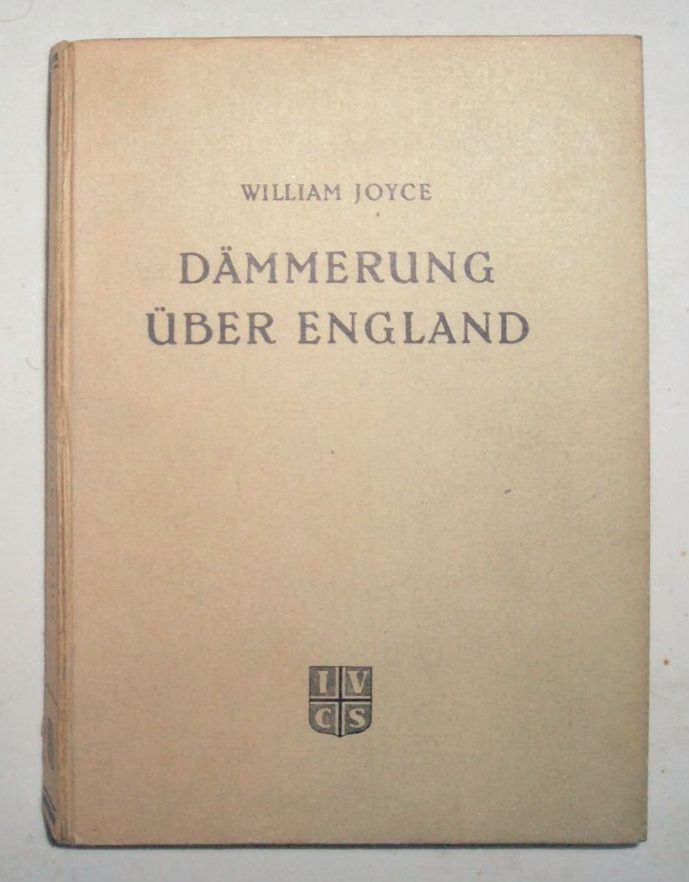
《英格兰的黄昏》德文版封面。

在德国，乔伊斯投身汉堡的帝国广播公司不来梅广播站，主持一档名叫《德国来电》的节目，除了德军在前线的战况，乔伊斯还在节目中劝说英国民众和政府早日与德国和解。由于1924年斗殴受伤导致脸颊留下疤痕，乔伊斯的嘴唇无法合拢，使得播音时带有明显的气声，笑声也很夸张，英国听众据此给他起了个绰号——“哈哈勋爵”。
《德国来电》充斥了反犹主义宣传及对希特勒的狂热崇拜，但乔伊斯机智、幽默、能言善辩的主持风格在英国民众间颇受欢迎，节目对英法领导人嬉笑怒骂的评论和别出心裁的广播剧成为英国民众热议的焦点。据1940年夏天的统计，《德国来电》的固定听众有600万人之多。但自從不列颠空战爆发、德军开始空袭英国本土之后，《德国来电》收听率暴跌。尽管如此，乔伊斯的播音一直坚持到1945年4月30日，其间还出版了其著作《英格兰的黄昏》（德語：Dämmerung über England），并获得戰功十字勳章。
1945年4月30日，乔伊斯在英军攻克汉堡前录制了最后一次《德国来电》（但可能并未播出）。在最后的节目中，面对纳粹德国无法挽回的败势，酩酊大醉的乔伊斯大骂英国政府，指责其对德国进行“破坏”，同时对苏联表达了反感，但他仍表示希望德国能与英国“和解”。节目的最后，他向听众道别：
|  | …Ich liebe Deutschland! Heil Hitler, and farewell. （……我爱德国！希特勒万岁，永别了。） |

### 被俘及处死
1945年5月28日，英军在弗伦斯堡俘获乔伊斯。乔伊斯被俘時由于将手伸向口袋，英军因此误認他要掏出武器企图逃跑（实为掏出假护照）而开枪打伤他。伦敦中央刑事法院在1945年9月以叛国罪判处他死刑。乔伊斯提出上诉，理由是他宣称自己根本不是英国公民。不过公诉人指出，1937年他代表英国法西斯同盟参加伦敦郡议会选举时，曾手持英国护照（虽然据傳為透過欺骗手段获得）并宣誓效忠，而且英军在他的汉堡寓所内搜到一本早已过期的英国护照。据此英国上议院受理上诉委员会驳回了乔伊斯的上诉，乔伊斯的絞刑最终在1946年1月3日執行。